# Cicladi
Le Cicladi (in greco Κυκλάδες?, Kykládes), così chiamate per la loro disposizione a cerchio (in greco antico: ἐν κύκλῳ?, en kýklo) intorno a Delo, sono un gruppo di isole greche nel Mar Egeo, situate a sud dell'Attica e dell'Eubea.
L'arcipelago è composto da circa 220 isole, di cui le principali sono Amorgo, Anafi, Andro, Antiparo, Argentiera, Delo, Io, Ceo (o Zea), Citno (o Termia), Milo, Micono, Nasso, Paro, Policandro, Serfanto, Sifanto (o Sifno), Sicandro, Siro (o Sira), Tino e Santorini (o Thera).
Secondo Strabone erano originariamente solo dodici: Ceo, Citno, Serfanto, Milo, Sifno, Cimolo, Paro, Nasso, Siro, Micono, Tino e Andro. A queste Artemidoro di Efeso aggiunse Prepesinto (Despotikó), Oliaros e Ciaro, rendendole così quindici. Scilace distinse due gruppi di Cicladi, uno a nord e uno a sud. A nord egli pose Ceo, Helena, Citno, Serifo, Sifno, Paro, Nasso, Delo, Rineia, Sciro (forse questo è un errore di trascrizione e l'autore intendeva originariamente Siro), Micono, Tino e Andro; nel gruppo meridionale egli collocò Melo, Cimolo, Oliaro, Sicandro, Thera, Anafi ed Astipalea.
La maggior parte degli storici, tuttavia, affermano che le Cicladi sono costituite dalle dodici isole citate da Strabone, a parte che per il fatto che sostituiscono Rhene o Rheneia con Melo, il che è certamente più corretto dal momento che Melo si trovava all'interno del cerchio. Pomponio Mela, probabilmente in una svista, omette Ceo e nomina Sicino invece di Citno. Plinio concorda con Artemidoro nel comprendere Prepesinto, Oliaro e Ciaro.

## Amministrazione

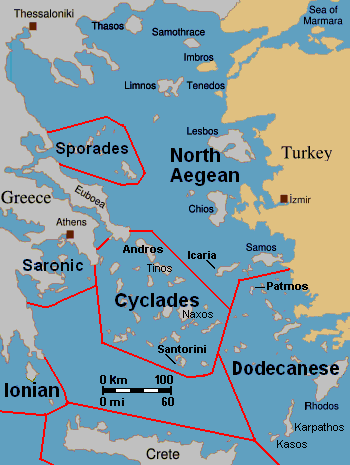
Gli arcipelaghi dell'Egeo

Le Cicladi costituivano una delle due Prefetture della regione amministrativa detta Egeo Meridionale, abolita a partire dal 1º gennaio 2011 a seguito dell'entrata in vigore della riforma amministrativa detta programma Callicrate
Dal 1997, con l'attuazione della riforma Capodistria, la prefettura delle Cicladi era suddivisa in 20 comuni e 11 comunità.
| Comune              | Codice YPES | Sede                | CAP    | Prefisso telefonico |
| ------------------- | ----------- | ------------------- | ------ | ------------------- |
| Amorgo              | 3101        | Amorgos             | 840 08 | 22850-2             |
| Andro               | 3103        | Andros              | 845 00 | 22820-2             |
| Ano Syros           | 3105        | Ano Syros           | 841 00 | 22810-8             |
| Ceo                 | 3113        | Kea                 | 840 02 | 22880-2             |
| Citno               | 3117        | Kythnos             | 840 06 | 22810-3             |
| Drymalia            | 3107        | Chalkio (Nasso)     | 843 02 | 22850               |
| Ermopoli            | 3109        | Ermoupoli           | 841 00 | 22810-2             |
| Exomvourga          | 3108        | Xinara Naxou        | 842 00 | 22850-5             |
| Io                  | 3112        | Ios                 | 840 01 | 22860-9             |
| Korthio             | 3115        | Ormos Korthiou      | 845 02 | 22820-6             |
| Milo                | 3118        | Milo                | 848 00 | 22870-2             |
| Micono              | 3119        | Mykonos             | 846 00 | 22890-2             |
| Nasso               | 3120        | Nasso               | 843 00 | 22850-2             |
| Paro                | 3123        | Paro                | 844 00 | 22840-2             |
| Poseidonia          | 3124        | Episkopi Posidonias | 841 00 | 22810-4             |
| Santorini           | 3111        | Thira               | 847 00 | 22860-2             |
| Serfanto            | 3125        | Serifos             | 840 02 | 22810-5             |
| Sifanto             | 3127        | Sifnos              | 840 03 | 22810-5             |
| Tino                | 3129        | Tinos               | 842 00 | 22830-2             |
| Ydrousa             | 3130        | Gavrio              | 845 01 | 22820-7             |
| Comunità            | Codice YPES | Sede                | CAP    | Prefisso telefonico |
| Anafi               | 3102        | Anafi               | 840 09 | 22860-6             |
| Antiparo            | 3104        | Antiparos           | 840 07 | 22840-6             |
| Donoussa            | 3106        | Donoussa            | 843 00 | 22850-5             |
| Policandro          | 3131        | Folegandros         | 840 11 | 22860               |
| Heraklia            | 3110        | Heraklia            | 843 00 | 22870-7             |
| Argentiera o Cimòlo | 3114        | Kimolos             | 840 04 | 22870-5             |
| Koufonisia          | 3116        | Koufonisia          | 843 00 | 22870-7             |
| Oia                 | 3121        | Oia                 | 847 02 | 22860-7             |
| Panormos            | 3122        | Panormos            | 842 01 | 22830-3             |
| Schoinoussa         | 3128        | Schoinoussa         | 843 00 | 22870-7             |
| Sicandro            | 3126        | Sikinos             | 840 10 | 22860-5             |